# Diericx
Diericx, ook Diericx de Ten Hamme, is een Zuid-Nederlandse adellijke familie.

## Geschiedenis
- In 1765 verleende keizerin Maria Theresia de erfelijke ridderitel, overdraagbaar op alle mannelijke afstammelingen, aan Jan Frans Diericx, raadsheer-fiscaal in de Provinciale Justitieraad van Vlaanderen in Gent.
- In 1781 werd door keizer Jozef II een erfelijke riddertitel, overdraagbaar op alle mannelijke afstammelingen, toegekend aan Josse-Alexandre Diericx, broer van de voornoemde, heer van Hamme, baljuw van het Land van Zottegem en lid van het hoofdcollege van het Land van Aalst.

## Josse Diericx
- Josse-Alexandre Diericx (Aalst, 21 januari 1793 - Brussel, 12 december 1879), kleinzoon van Josse-Alexandre (hierboven) en zoon van Jean-Martin Diericx, baljuw van Zottegem, en van Joséphine Carpentier, werd in 1828, onder het Verenigd Koninkrijk der Nederlanden, erkend in de erfelijke adel, met de titel ridder overdraagbaar op alle mannelijke afstammelingen. Hij trouwde in 1822 met Virginie de Patin (1803-1870), dochter van burggraaf Jean de Patin, luitenant-kolonel in het leger van het Verenigd Koninkrijk der Nederlanden. Ze kregen tien kinderen.
  - Joseph Diericx (1823-1895) trouwde in 1851 (echtscheiding in 1861) met Juliette van Leempoel de Nieuwmunster (1832-1871), dochter van burggraaf en senator Gustave van Leempoel de Nieuwmunster, en in 1874 met Désirée Joris (1841-1929).
    - Ernest Diericx de Ten Hamme (1870-1942) trouwde in 1898 met Victorine Duchesne (1877-1973).
    - Hadelin Diericx de Ten Hamme (1883-1965).

De familie is uitgeweken naar Argentinië en is op weg naar de uitdoving.

## Auguste Diericx
- Auguste Jean Roger Diericx (Aalst, 23 december 1796 - Surice, 3 mei 1885) trouwde in 1822 met burggravin Aline de Patin (1791-1864). Hij werd in 1828, onder het Verenigd Koninkrijk der Nederlanden, erkend in de erfelijk adel met de titel ridder, overdraagbaar op alle mannelijke afstammelingen.
  - Jean-Baptiste Diericx (1823-1908) trouwde in 1851 met barones Adolphine de Villenfagne de Sorinnes (1823-1903). Ze hadden zes kinderen, maar in 1961 is de familie uitgedoofd.